# 莱昂·布里顿
莱昂·詹姆斯·布里顿（英語：Leon James Britton，1982年9月16日—），是一名英格蘭足球運動員，司職正中場。曾效力斯旺西城足球俱樂部。

## 球員生涯

### 球會
早年
布里顿出生於英格蘭默頓，9歲時加入阿森纳青訓系統，至1998年當布里顿16歲時被同市球會韋斯咸以40萬英鎊收購，至今仍保持是16歲球員最高轉會費紀錄。
韋斯咸
加入韋斯咸後布里顿一直未能在主隊找到席位，至到2002年12月韋斯咸將布里顿借到當時英格蘭丙組聯賽（相等於現時英乙）球隊斯旺西，由於布里顿加盟後出色表現，令斯旺西逃出降班區。由於布里顿與韋斯咸約滿關係令斯旺西隨即簽入布里顿。
史雲斯
錫菲聯
2010年6月11日，約滿斯旺西的布里顿轉投另一英冠球會錫菲聯，合約為期三年。
重返史雲斯
2011年1月20日，離開斯旺西7個月後，布里顿重投斯旺西，合約為期兩年半，沒有轉會費金額透露。
2012年3月31日，原本2013年夏季約滿的布里顿與斯旺西簽署一份新的三年合約，令其留隊至2015年夏季。

## 外部連結
- 足球数据库：莱昂·布里顿的球员统计数据 （英文）
- 史雲斯官網球員簡歷